# Louis Mottiat

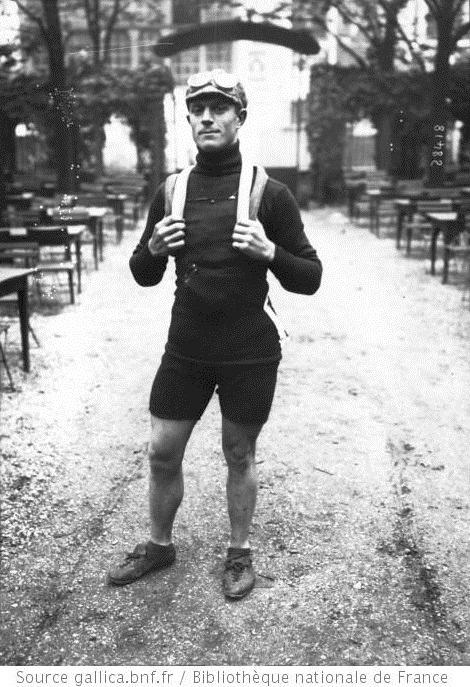
Louis Mottiat (1913)

Louis Mottiat (* 6. Juli 1889 in Bouffioulx; † 5. Juni 1972 in Gilly) war ein belgischer Radrennfahrer.
Louis Mottiat war vor und nach dem Ersten Weltkrieg als Radsportler erfolgreich. 1910 gewann er Brüssel–Paris, 1912 Paris–Calais, 1913  Bordeaux–Paris sowie 1914 Paris-Brüssel und die Belgien-Rundfahrt.
Nach dem Krieg entschied Mottiat 1920 das Critérium des As für sich und erneut die Belgien-Rundfahrt. Zweimal, 1921 und 1922, gewann er Lüttich–Bastogne–Lüttich sowie 1924 Paris–Tours. Zudem startete er fünfmal bei der Tour de France und gewann insgesamt acht Etappen.
Louis Mottiat war für seine Ausdauerqualitäten bekannt. Als er 1920 die erste Austragung des 1208 Kilometer langen Rennens Criterium des As für sich entschied, das von Bordeaux nach Paris und zurück nach Bordeaux führte, betrug seine Fahrzeit 56 Stunden und 43 Minuten. Er hatte damit einen Vorsprung von einer Stunde und 44 Minuten auf den Zweitplatzierten.